# Socjologia rodzaju
Socjologia rodzaju (ang. sociology of gender, także: socjologia płci) – subdyscyplina socjologii koncentrująca się na badaniu społecznych konstruktów związanych z płcią.
Przedmiotem socjologii rodzaju jest przede wszystkim kulturowy kontekst płci, a więc tworzone performatywnie kategorie tożsamościowe związane z płcią, stereotypy i role rodzajowe, sposób ich konstrukcji, percepcji, internalizacji i reprodukcji. 
Nazwa socjologia rodzaju nawiązuje do obecnego w naukach społecznych terminu rodzaj oznaczającego społeczno-kulturową tożsamość płciową. Nazwa ta jest tłumaczeniem angielskiego gender, w którym od lat 80. XX w. obowiązuje podział na płeć biologiczną (sex) i kulturową (gender). 
Za pomocą studiów porównawczych socjologia rodzaju bada zakodowane kulturowo przekonania związane z płcią różnych społeczeństw i tworzonych przez nie tożsamości. Przykładowo: nowoczesne społeczeństwo Zachodu charakteryzowane jest jako posiadające opozycyjne kategorie kobiecości i męskości, przy czym tożsamość męska stawiana była ponad tożsamością kobiet. Tego typu struktury społeczne zostały poddane ostrej krytyce przez socjologów i teoretyków kultury, którzy problematyzują je, wskazując w nich opresywne mechanizmy przemocy i wprowadzając nowe, subwersywne wątki do dyskursu społecznego. Jednocześnie podkreślane jest istnienie odmiennych instrumentariów w innych kulturach, gdzie nie istnieje struktura dwóch spolaryzowanych rodzajów (np. winkte u rdzennych Amerykanów lub hidźra na subkontynencie Indyjskim). Różne konfiguracje rodzajów nie muszą pokrywać się z płcią biologiczną. 
Socjologia rodzaju zajmuje się także wpływem zakodowanych kulturowo przekonań dotyczących płci na społeczne funkcjonowanie kobiet i mężczyzn. Podkreśla się tu głównie ich negatywny wpływ na funkcjonowanie kobiet oraz mniejszości seksualnych poprzez analizę takich zjawisk jak szklany sufit, lepka podłoga lub zinstytucjonalizowanego seksizmu i homofobii.